# Hymenophyllum prionema
Hymenophyllum prionema är en hinnbräkenväxtart som beskrevs av Kze. Hymenophyllum prionema ingår i släktet Hymenophyllum och familjen Hymenophyllaceae. Inga underarter finns listade.